# Хокаидо
Хокаидо, раније Језо, је друго по величини острво Јапанског архипелага. Најсеверније је од четири највећа острва. Налази се између Пацифичког океана на истоку, Охотског мора на северу, те Јапанског мора на западу. Хокаидо је од највећег јапанског острва, Хоншуа одвојено на југу Цугару мореузом, од острва Сахалин на северу је одвојено Ла Перузовим мореузом (Соја-каикјо). Од Курилских острва на североистоку је одвојено Немуро мореузом. Облик острва Хокаидо је неправилан – дуго је 450 км, а широко 420 км. На острву преовлађују Ојаши (Курилске) струје због чега су лета хладна, а зиме дуге и оштре. Хокаидо карактеришу комплексни планински системи и вулканске масе које се дижу до висине од 2.290 м изнад нивоа мора на планини Асахи (Асахи Даке) у Националном парку Даисецуан. Главна лука је Хакодате а Сапоро је највећи град и престоница Хокаидо префектуре. Планине богате шумом се дижу изнад екстензивних равница у речним басенима Ишикари и Токачи. Од индустрије је развијена млекарска индустрија (90% путера и сира Јапана се производи на овом острву), а Ишикари поља производе 30% угља Јапана. Тамо се налазе и налазишта гвожђа и мангана. Богатства Хокаида укључују и рибом богате околне воде, а значајна је и дрвна индустрија. Хокаидо је најређе насељено од јапанских главних острва. Овде се између осталих налази Аину, абориџинска група непознатог порекла. Површина, укључујући нека мања околна острва износи 83.452  km², а становништво, према подацима из 2000. године, износи 5.682.827. Највећи град на Хокаиду је његов главни град, Сапоро, који је уједно и једини град са популацијом изнад пола милиона и формалним статусом града. 
Док су географи као што су Могами Токунај и Мамија Ринзо истраживали острво у периоду едо. Јапанска управа је била ограничена на полуострво Ошима до 17. века. Јапански досељеници започели су своју миграцију на Хокаидо у 17. веку, што је често резултирало сукобима и побунама између становништва Јапана и Аина. Године 1869, након Меиђи рестаурације, Езо је припојен Јапану у складу са текућим колонијалним праксама и преименован у Хокаидо. После овог догађаја, јапански досељеници су почели да колонизују острво. Док су јапански досељеници колонизовали острво, народ Аину је лишен своје земље, приморан на асимилацију и агресивно дискриминисан од стране јапанских досељеника. У 21. веку, Аину су скоро потпуно асимилирани у јапанско друштво, као резултат тога многи Јапанци Аину порекла немају знање о свом пореклу.

## Етимологија
Приликом успостављања Развојне комисије, Меиђи влада је одлучила да промени име Езочи. Мацура Такеширо је поднео влади шест предлога, укључујући имена као што су Кајхокудо (海北道) и . Влада је на крају одлучила да користи име Хокаидо, али је одлучено да се пише као 北海道, као компромис између 海北道 и 北加伊道 због сличности са именима као што је Токаидо (東海道). Према Мацури, име је измишљено јер су Ајну регију назвали Кај. Кај елемент такође јако подсећа на Он'јоми, или сино-јапански, читање знакова 蝦夷 (on'yomi као [, カイ], kun'yomi као [, えみし]) који се користе више од хиљаду година у Кини и Јапану као стандардни правописни облик који се употребљава када се мисли на Ајну и сродне народе; могуће је да је Мацуриново кај заправо била измена, на коју је утицало сино-јапанско читање 蝦夷 Ka-i, од  Нивхског егзонима за Ајну, наиме Qoy или : [].
Не постоји позната реч у ајну језику за острво Хокаидо. Међутим, Ајну народ је имао име за све своје домене, што је укључивало Хокаидо заједно са Курилским острвима, Сахалином и деловима северног Хоншуа, што је било Ајну Мосир (アィヌ・モシリ), име које су модерни Ајну узели за назив своје традиционалне домовине. „Ајну Мосир” буквално се преводи као „Земља у којој народ (Ајну) живи“, а традиционално се користило као контраст са Камуј Мосиром, „Земљом Камуја (духова)“.

## Историја

### Рана историја
Током Џомон периода локална култура и повезани начин живота ловаца-сакупљача цветали су на Хокаиду, почевши пре више од 15.000 година. За разлику од острва Хоншу, Хокаидо је током овог временског периода био без већих сукоба. Сматра се да Ајну духовност води порекло од Џомонских веровања у природне духове. Пре око 2.000 година, острво је колонизовао Јајои народ, и велики део острвског становништва прешао је са лова и сакупљања на пољопривреду.
За дело Нихон шоки, завршено 720. године, често се каже да је први помен Хокаида у забележеној историји. Према тексту, Абе но Хирафу је предводио велику морнарицу и војску у северна подручја од 658. до 660. године и дошао у контакт са Мишихасеом и Емишијима. Једно од места до која је Хирафу досегао звало се Ватаришима (渡島), за које се често верује да је данашњи Хокаидо. Међутим, постоје многе теорије о детаљима овог догађаја, укључујући локацију Ватаришиме и уврежено веровање да су Емиши у Ватаришими били преци данашњег народа Аини.
Током периода Нара и Хејан (710–1185), људи на Хокаиду трговали су са провинцијом Дева, предстражом јапанске централне владе. Од средњег века, људи на Хокаиду су постали познати под називом Езо. Хокаидо је касније постао познат као Езочи (蝦夷地, дословно „Езо земља”) или Езогашима (蝦夷ヶ島, дословно „Еѕо острво”). Езо се углавном ослањао на лов и риболов, а трговином са Јапанцима добијао је пиринач и гвожђе.

### Феудални Јапан
Током периода Муромачи (1336–1573), Јапанци су створили насеље на југу полуострва Ошима, са низом утврђених резиденција, попут оног Шиноридате. Како се све више људи досељавало у насеље да би избегли оружане сукобе, настали су спорови између Јапанаца и Аинуа. Спорови су на крају прерасли у рат. Такеда Нобухиро убио је вођу Аина, Кошамајна, и поразио опозицију 1457. Нобухирови потомци постали су владари Мацумае-хана, коме су одобрена искључива трговачка права са Аинима у периодима Азучи-Момојама и Едо (1568– 1868). Економија породице Мацумае ослањала се на трговину са Аинима. Они су држали власт над југом Езоција до краја периода Едо.
Владавина клана Мацумае над Аинима мора се схватити у контексту ширења јапанске феудалне државе. Средњовековне војсковође на северу Хоншуа (бивша Северна Фуџивара, клан Акита) одржавали су само слабе политичке и културне везе са царским двором и његовим пуномоћницима, шогунатом Камакура и шогунатом Ашикага. Феудални моћници понекад су се налазили унутар средњовековног институционалног поретка, преузимајући титуле шогуната, док су у другим временима преузимали титуле за које се чинило да им дају јапански идентитет. Заправо, многи феудални моћници потицали су од вођа Емишија који су били асимилирани у јапанско друштво. Клан Мацумае био је јаматског порекла као и други етнички Јапанци, док су Емиши на северу Хоншуа били изразита група везана за Аину. Емиши су покорени и интегрисани у јапанску државу још у 8. веку и као резултат тога почели су да губе своју дистинктну културу и етничку припадност пошто су постали мањине. До времена када је клан Мацумае завладао Аинима, већина Емишија била је етнички мешовита и физички ближа Јапанцима него Аинима. Одатле, теорија „трансформације“ постулира да су се домородачки Џомонски народи постепено мењали с уласком имиграната Јајои у Тохоку, за разлику од теорије „замене“ која сматра да су Џомоне заменили Јајои.

## Галерија
- Хокаидо, Јапан, Фукидаши парк 2014.
- Хокаидо, Јапан, Фукидаши парк 2014.
- Водопад Хокаидо, врело Теникио
- Сателитски снимак Хокаида, Јапан у мају 2001.
- Велика мапа Хокаида са круговима
- Ботаничка башта Универзитета Хокаидо у Сапору, Јапан.
- Самурај и Ајну, око 1775